# Distoleon longicornis
Distoleon longicornis är en insektsart som först beskrevs av Brauer 1865.  Distoleon longicornis ingår i släktet Distoleon och familjen myrlejonsländor. Inga underarter finns listade i Catalogue of Life.